# Horká a chladná média
Horká a chladná média je pojmová dvojice, kterou zavedl kanadský filosof Marshall McLuhan v roce 1964, aniž by sám oba pojmy nějakým přesným a vyčerpávajícím způsobem definoval.
Rozdíl mezi horkými a chladnými médii je určen definicí tzv. stavu naplněnosti daty. McLuhan uvádí, že fotografie je vizuálně vysokodefiniční, zatímco karikatura je nízkodefiniční. Vysvětluje to tím, že v karikatuře se objevuje málo vizuálních informací. Pro určení horkého nebo chladného média je vedle stavu naplněnosti daty nutné diagnosticky konstatovat tzv. stupeň zaplňování či doplňování dat adresátem.

## Srovnání jednoho média s jiným
Horká média se vyznačují vysokou naplněností daty a tím tedy nevyžadují intenzivní účast ze strany příjemce. 
"Horká média umožňují méně participace než chladná; přednáška nebo kniha vedou k nižší participaci než seminář nebo rozhovor." Marshal McLuhan
Horká média poznáme tím, že příjemce (recipienta, publikum) rychle a podmanivě vtáhnou do sebe, tj. do svého světa mediální působnosti. Definovat, zda se jedná opravdu o horké či chladné médium, se určit dá, ale jenom relativně. Přesnější určení se pozná až při srovnání jednoho média s jiným. Ve srovnání například s telefonem je rozhlas horké médium. Rozhlas se totiž šíří všemi směry rovnoměrně v daném akustickém prostředí, zatímco telefon, tedy v tomto případě chladné médium, se šíří akustickými signály pouze do ucha příjemce. Z toho vyplývá, že člověk pokud telefonuje, musí tyto akustické signály doplňovat, zatímco posluchač rozhlasu se v klidu oddává naslouchání rádiovým vlnám. Televize je stejně jako telefon médiem chladným, protože vyžaduje velkou participaci publika. Z jednotlivých rastrů totiž musí divák skládat celkový obraz, což vyžaduje aktivitu. Televize navíc současně působí hned na několik smyslových orgánů.
- Horká média (vysokodefiniční) – příjemce dostane tolik informací, že se stává pasivním. Většinou stimulují pouze jeden smysl – rozhlas ↔ sluch
- Chladná média (nízkodefiniční) – příjemce dostává málo informací, musí si zbytek doplňovat / domýšlet. Médium stimuluje více smyslů najednou – televize ↔ zrak + sluch + hmat